# Мартынов, Фёдор Игнатьевич
Фёдор Игна́тьевич Марты́нов (1902, город Владикавказ, теперь Российская Федерация — 15 сентября 1983) — советский партийный деятель. Депутат Верховного Совета УССР 3-4-го созывов. Член ЦК КПУ в 1956—1966 г. Депутат Верховного Совета СССР 5-6-го созывов.

## Биография
Родился в 1902 году в семье рабочего-плотника. Окончил высшее начальное училище. С 1917 года работал плотником на железной дороге.
В 1923—1927 — в Красной армии.
Член ВКП(б) с 1926 года.
В 1927—1931 — на руководящей партийной работе в Кропоткинском и Армавирском районах Северо-Кавказского края, РСФСР.
В 1931—1933 — студент Одесского химико-технологического института консервной промышленности, который не закончил.
С 1933 года — заместитель начальника Политического отдела Ново-Украинской машинно-тракторной станции, заместитель директора по политической части Карловского машинно-тракторной станции УССР.
В 1937—1941 г. — 2-й секретарь Кировоградского городского комитета КП(б)У.
В сентябре 1941—1946 — на политической работе в РККА. Служил начальником Политического отдела 28-й запасной, 49-й учебной стрелковой дивизии Забайкальского фронта.
В 1946 — заместитель секретаря Кировоградского областного комитета КП(б)У по угольной промышленности.
В 1946—1947 г. — заведующий организационно-инструкторского отдела Кировоградского областного комитета КП(б)У.
В 1947—1950 г. — секретарь Кировоградского областного комитета КП(б)У.
В 1950 — августе 1955 г. — 2-й секретарь Кировоградского областного комитета Компартии Украины.
В августе 1955 — январе 1963 г. — 1-й секретарь Кировоградского областного комитета Компартии Украины. В январе — июле 1963 г. — 1-й секретарь Черкасского сельского областного комитета Компартии Украины.
С 1963 года — заместитель председателя Комитета партийно-государственного контроля Украинской ССР.

## Звание
- подполковник

## Награды
- орден Знак Почета (1948)
- орден Отечественной войны
- орден Красной Звезды (1947)
- ордена
- медали

## Ссылка
- Справочник по истории Компартии и Советского Союза